# Cosnania limbata
Cosnania limbata is een keversoort uit de familie van de loopkevers (Carabidae). De wetenschappelijke naam van de soort werd in 1878 als Casnonia limbata gepubliceerd door Charles Owen Waterhouse.